# Мазирбе
Ма́зирбе (латыш. Mazirbe, лив. Irē) — ливское село в Латвии, «столица» ливов. Расположено в Колкской волости Дундагского края, на территории Ливского берега.
В первую субботу августа в Мазирбе проходит ливский праздник. В Мазирбе действует летний детский лагерь, где ливские дети могут познакомиться с языком и культурой предков. Здесь же ежегодно в первую субботу августа проходит национальный праздник: ливы надевают народные костюмы и поют старинные песни

## История
Село Мазирбе отмечено на карте Курляндии, изданной  Герардом Меркатором.
В 1710 г. по Ливскому берегу прошла эпидемия чумы. На памятном камне в Мазирбе была выбита надпись, что после этого на всём побережье от Яунциемса до Жоцене осталось в живых только 10 человек.
В  1893-1894 годах в Мазирбе было переведено Дундагское морское училище, действовавшее ранее в деревне Гипка. Во время Первой мировой войны, когда приближалась немецкая армия, 17 октября 1915 года военная администрация приказала прибрежным рыбакам покинуть свои дома и эвакуироваться в Россию. Дундагское морское училище было эвакуировано сначала в Тарту, а затем в Таганрог.
Вследствие данных обстоятельств численность ливов, проживавших на родной земле, сократилась к 1925 году до 1238 человек. В 1917—1918 годах немецкая армия построила за дюнами узкоколейку (ширина 600 мм, предназначалась, в основном, для транспортировки древесины). Железная дорога соединила Мазирбе, Питрагс и Лиелирбе с Дундагой. Немцы использовали дома ливов как строительный материал, а вернувшиеся после окончания войны ливы обнаружили свои дома разрушенными. 
6 августа 1939 года за счёт собранных в Финляндии, Эстонии и Венгрии средств в деревне Мазирбе был открыт Ливский народный дом, построенный по проекту финского архитектора Эркки Юхани Хуттунена, в стиле «финского функционализма». Эти же государства оказывали и иную посильную поддержку родственной им ливской культуре. В школах появилась возможность изучать национальный язык. Начали создаваться ливские хоры. Не прошло и месяца со дня открытия Ливского дома, как началась Вторая мировая война. Вместе с остальной Латвией, Ливский берег в ходе этой войны трижды переходил из рук в руки.
После вхождения Латвии в состав СССР в 1940 году, «Союз ливов» был ликвидирован, а в Ливском народном доме расквартированы советские пограничники. Ощутимые людские потери нанесли ливскому этносу организованные советской властью массовые депортации жителей Прибалтики в начале и в середине июня 1941 года.
В 1946 году между ливами и всей остальной Европой опустился «Железный занавес». В марте 1949 года возобновились депортации. Ливов, сосланных в Сибирь, обычно регистрировали как «латышей». Систематические аресты и ссылки продолжались и в 1950-е годы. Многие ссыльные так и не вернулись в Латвию из Сибири и северных областей России, и отнюдь не все возвратились на свои первоначальные места проживания.

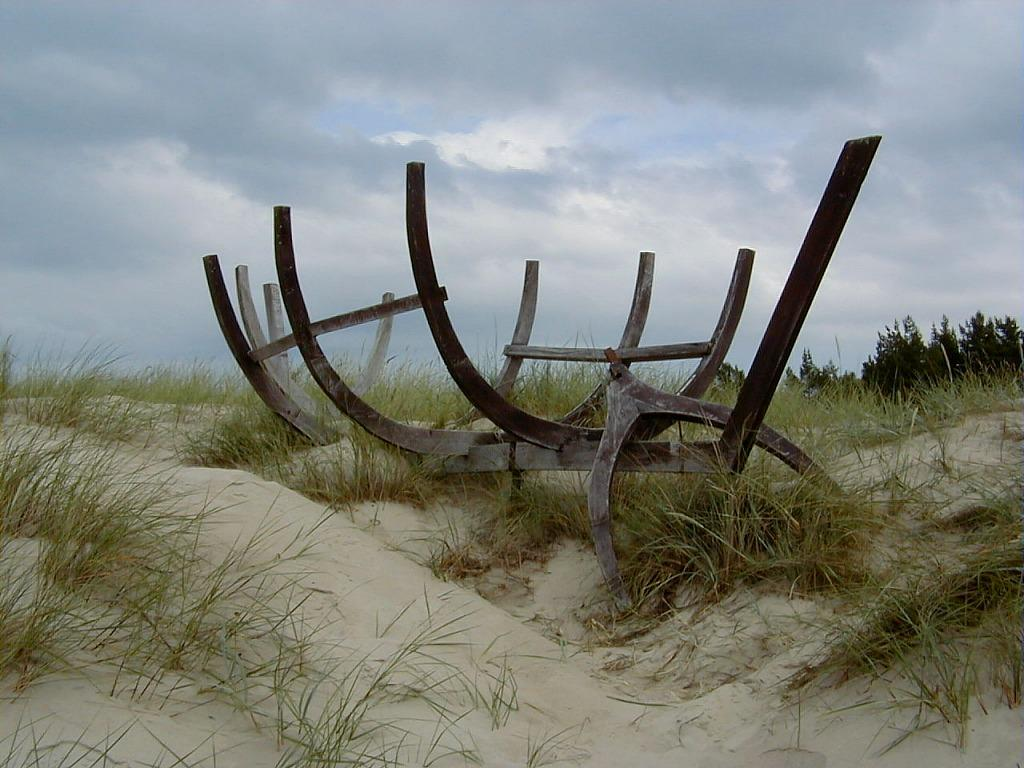
Лодочное кладбище в Мазирбе

Прошла коллективизация рыбной ловли и сельского хозяйства. Это означало постепенную концентрацию рыбной ловли, как традиционной экономической отрасли, в больших центрах — в Вентспилсе, Колке и Рое. Более того: коммунистическая власть, опасаясь, что местные ливы могут сбежать из Советского Союза на своих рыбацких лодках (на тот же остров Готланд), ограничила ловлю рыбы в прибрежных водах. Немало лодок было тогда сожжено, некоторые попали на «лодочное кладбище» возле Мазирбе.

## Известные уроженцы
- Карлис Сталте, ливский поэт.